# Хокей на траві на літніх Олімпійських іграх 1992
Змагання з хокею на траві на літніх Олімпійських іграх 1992 в Барселоні тривали з 26 липня до 8 серпня на Олімпійському стадіоні в Таррасі. Розіграно 2 комплекти нагород: серед жіночих та чоловічих збірних. Змагалися 12 чоловічих та 8 жіночих збірних.

## Кваліфікація

### Чоловіки
| Дати                       | Дисципліна                               | Місце проведення       | К-ть квот | Кваліфікувалися                  |
| -------------------------- | ---------------------------------------- | ---------------------- | --------- | -------------------------------- |
| Н/Д                        | Господарі                                | Н/Д                    | 1         | Іспанія                          |
| 18 вересня – 1 жовтня 1988 | Літні Олімпійські ігри 1988              | Сеул (Південна Корея)  | 1         | Велика Британія                  |
| 12–23 лютого 1990          | Кубок світу 1990                         | Лахор (Пакистан)       | 1         | Нідерланди                       |
| 23 вересня – 5 жовтня 1990 | Азійські ігри 1990                       | Пекін (Китай)          | 1         | Пакистан                         |
| 12–23 June 1991            | Чемпіонат Європи 1991                    | Париж (Франція)        | 1         | Німеччина                        |
| 15–23 червня 1991          | Океанійський кваліфікаційний турнір 1991 | Різні                  | 1         | Австралія                        |
| 3–15 серпня 1991           | Панамериканські ігри 1991                | Гавана (Куба)          | 1         | Аргентина                        |
| 20 вересня – 1 жовтня 1991 | Всеафриканські ігри 1991                 | Каїр (Єгипет)          | 1         | Єгипет                           |
| 12–27 жовтня 1991          | Олімпійський кваліфікаційний турнір 1991 | Окленд (Нова Зеландія) | 4         | СНД Індія Малайзія Нова Зеландія |
| Загалом                    | Загалом                                  | Загалом                | 12        |                                  |

### Жінки
| Дати                     | Дисципліна                               | Місце проведення       | К-ть квот | Кваліфікувалися                                               |
| ------------------------ | ---------------------------------------- | ---------------------- | --------- | ------------------------------------------------------------- |
| Н/Д                      | Господарі                                | Н/Д                    | 1         | Іспанія                                                       |
| 21–30 вересня 1988       | Літні Олімпійські ігри 1988              | Сеул (Південна Корея)  | 1         | Австралія                                                     |
| 2–13 травня 1990         | Кубок світу 1990                         | Сідней (Австралія)     | 1         | Нідерланди                                                    |
| 27 липня – 7 серпня 1991 | Олімпійський кваліфікаційний турнір 1991 | Окленд (Нова Зеландія) | 5         | Канада Німеччина Велика Британія Нова Зеландія Південна Корея |
| Загалом                  | Загалом                                  | Загалом                | 8         |                                                               |

## Чоловічий турнір

### Попередній раунд

#### Група A
| Поз | Команда         | І | В | Н | П | ГЗ | ГП | РГ  | О | Кваліфікація               |
| --- | --------------- | - | - | - | - | -- | -- | --- | - | -------------------------- |
| 1   | Австралія       | 5 | 4 | 1 | 0 | 20 | 2  | +18 | 9 | Півфінали                  |
| 2   | Німеччина       | 5 | 4 | 1 | 0 | 16 | 4  | +12 | 9 | Півфінали                  |
| 3   | Велика Британія | 5 | 3 | 0 | 2 | 7  | 10 | −3  | 6 | Півфінали за 5–8-ме місця  |
| 4   | Індія           | 5 | 2 | 0 | 3 | 4  | 8  | −4  | 4 | Півфінали за 5–8-ме місця  |
| 5   | Аргентина       | 5 | 1 | 0 | 4 | 3  | 12 | −9  | 2 | Півфінали за 9–12-те місця |
| 6   | Єгипет          | 5 | 0 | 0 | 5 | 4  | 18 | −14 | 0 | Півфінали за 9–12-те місця |

#### Група B
| Поз | Команда       | І | В | Н | П | ГЗ | ГП | РГ  | О  | Кваліфікація               |
| --- | ------------- | - | - | - | - | -- | -- | --- | -- | -------------------------- |
| 1   | Пакистан      | 5 | 5 | 0 | 0 | 20 | 6  | +14 | 10 | Півфінали                  |
| 2   | Нідерланди    | 5 | 4 | 0 | 1 | 20 | 10 | +10 | 8  | Півфінали                  |
| 3   | Іспанія (H)   | 5 | 3 | 0 | 2 | 15 | 11 | +4  | 6  | Півфінали за 5–8-ме місця  |
| 4   | Нова Зеландія | 5 | 1 | 0 | 4 | 8  | 11 | −3  | 2  | Півфінали за 5–8-ме місця  |
| 5   | СНД           | 5 | 1 | 0 | 4 | 11 | 21 | −10 | 2  | Півфінали за 9–12-те місця |
| 6   | Малайзія      | 5 | 1 | 0 | 4 | 9  | 24 | −15 | 2  | Півфінали за 9–12-те місця |

### Медальний раунд
|  | Півфінали  | Півфінали |   |            | Матч за золоті медалі | Матч за золоті медалі |  |
|  |            |           |   |            |                       |                       |  |
|  | 5 серпня   |           |   |            |                       |                       |  |
|  | Австралія  | 3         |   |            |                       |                       |  |
|  | Нідерланди | 2         |   |            |                       |                       |  |
|  |            |           |   |            |                       |                       |  |
|  |            |           |   |            | 8 серпня              |                       |  |
|  |            |           |   |            | Австралія             | 1                     |  |
|  |            | Німеччина | 2 |            |                       |                       |  |
|  |            |           |   |            |                       |                       |  |
|  |            |           |   |            |                       |                       |  |
|  |            |           |   |            | Матч за третє місце   |                       |  |
|  | 5 серпня   | 5 серпня  |   | 8 серпня   | 8 серпня              |                       |  |
|  | Німеччина  | 2         |   | Нідерланди | 3                     |                       |  |
|  | Пакистан   | 1         |   |            | Пакистан              | 4                     |  |

### Підсумкове положення
1. Німеччина
2. Австралія
3. Пакистан
4. Нідерланди
5. Іспанія
6. Велика Британія
7. Індія
8. Нова Зеландія
9. Малайзія
10. СНД
11. Аргентина
12. Єгипет

## Жіночий турнір

### Попередній раунд

#### Група A
| Збірні    | І | В | Н | П | ГЗ | ГП | РГ | О |
| --------- | - | - | - | - | -- | -- | -- | - |
| Німеччина | 3 | 2 | 1 | 0 | 7  | 2  | +5 | 5 |
| Іспанія   | 3 | 2 | 1 | 0 | 5  | 3  | +2 | 5 |
| Австралія | 3 | 1 | 0 | 2 | 2  | 2  | 0  | 2 |
| Канада    | 3 | 0 | 0 | 3 | 1  | 8  | −7 | 0 |

#### Група B
| Збірні          | І | В | Н | П | ГЗ | ГП | РГ | О |
| --------------- | - | - | - | - | -- | -- | -- | - |
| Південна Корея  | 3 | 2 | 0 | 1 | 8  | 3  | +5 | 4 |
| Велика Британія | 3 | 2 | 0 | 1 | 7  | 5  | +2 | 4 |
| Нідерланди      | 3 | 2 | 0 | 1 | 4  | 3  | +1 | 4 |
| Нова Зеландія   | 3 | 0 | 0 | 3 | 2  | 10 | −8 | 0 |

### Медальний раунд
|  | Півфінали       | Півфінали     |   |                 | Фінал               | Фінал |  |
|  |                 |               |   |                 |                     |       |  |
|  | 4 серпня 1992   |               |   |                 |                     |       |  |
|  | Німеччина       | 2             |   |                 |                     |       |  |
|  | Велика Британія | 1             |   |                 |                     |       |  |
|  |                 |               |   |                 |                     |       |  |
|  |                 |               |   |                 | 7 серпня            |       |  |
|  |                 |               |   |                 | Німеччина           | 1     |  |
|  |                 | Іспанія       | 2 |                 |                     |       |  |
|  |                 |               |   |                 |                     |       |  |
|  |                 |               |   |                 |                     |       |  |
|  |                 |               |   |                 | Матч за третє місце |       |  |
|  | 4 серпня 1992   | 4 серпня 1992 |   | 7 серпня        | 7 серпня            |       |  |
|  | Південна Корея  | 1             |   | Велика Британія | 4                   |       |  |
|  | Іспанія         | 2             |   |                 | Південна Корея      | 3     |  |

### Підсумкове положення
1. Іспанія
2. Німеччина
3. Велика Британія
4. Південна Корея
5. Австралія
6. Нідерланди
7. Канада
8. Нова Зеландія

## Медальний залік

### Таблиця медалей
| Місце               | Країна                | Золото | Срібло | Бронза | Загалом |
| ------------------- | --------------------- | ------ | ------ | ------ | ------- |
| 1                   | Німеччина (GER)       | 1      | 1      | 0      | 2       |
| 2                   | Іспанія (ESP)         | 1      | 0      | 0      | 1       |
| 3                   | Австралія (AUS)       | 0      | 1      | 0      | 1       |
| 4                   | Велика Британія (GBR) | 0      | 0      | 1      | 1       |
| 4                   | Пакистан (PAK)        | 0      | 0      | 1      | 1       |
| Загалом (5 збірних) | Загалом (5 збірних)   | 2      | 2      | 2      | 6       |

### Медалісти
| Дисципліна       | Золото | Срібло | Бронза |
| ---------------- | --- | --- | --- |
| чоловічий турнір | Німеччина (GER) Міхаель Кнаут Крістофер Райц Карстен Фішер Ян-Петер Тевес Фолькер Фрід Клаус Міхлер Андреас Келлер Міхаель Мец Крістіан Блунк Свен Майнгардт Міхаель Гільґерс Андреас Бекер Штефан Заліґер Штефан Тевес Крістіан Маєргефер Олівер Курц                          | Австралія (AUS) Джон Бестолл Воррен Бірмінгем Лі Бодімід Ешлі Кері Ґреґорі Корбітт Стівен Девіс Деймон Ділетті Лаклан Дреер Лаклан Елмер Дін Еванс Пол Льюїс Ґрем Рід Джей Стейсі Майкл Йорк Девід Вансбро Кен Ворк                                           | Пакистан (PAK) Тахір Заман Рана Муджахід Алі Анджум Саїд Мухаммад Шахбаз Мухаммад Халід Фархад Хассан Хан Шахід Алі Хан Мусаддік Хуссейн Мухаммад Камар Ібрагім Хаваджа Мухаммад Джунаїд Мухаммад Асіф Баджва Халід Башир Васім Фероз Мансур Ахмад Шахбаз Ахмад Мухаммад Ахлак Ахмад |
| жіночий турнір   | Іспанія (ESP) Анна Майкес Селія Корреа Елісабет Марагаль Марія Анхелес Родрігес Марія Кармен Бареа Маріві Гонсалес Майдер Тельєрія Марія Ісабель Мартінес Мерседес Коген Нагоре Габельянес Наталія Дорадо Нурія Оліве Сільвія Манріке Соня Барріо Тереса Мотос Вірхінія Рамірес | Німеччина (GER) Брітта Бекер Таня Дікеншайд Надіне Ернстінґ-Крінке Крістіне Фернек Ева Гаґенбоймер Франціска Генчель Карен Юнґйоганн Катрін Каушке Іріна Кунт Гайке Лецш Зузанне Мюллер Тіна Петерс Зімоне Томашинскі Б'янка Вайс Анке Вільд Зузі Волльшлеґер | Велика Британія (GBR) Джоенн Томпсон Гелен Морган Лайза Бейлісс Карен Браун Мері Невілл Джилл Еткінс Вікі Діксон Венді Фрейзер Сенді Лістер Джейн Сіксміт Елісон Ремзі Джекі Маквільямс Теммі Міллер Менді Ніколсон Кетрін Джонсон Сьюзанна Фрейзер                                  |